# Coupe Memorial 1930
Navigation
Édition précédente Édition suivante
La finale de l'édition 1930 de la Coupe Memorial se joue au Shea's Amphitheatre de Winnipeg au Manitoba. Le tournoi est disputé dans une série au meilleur de trois rencontres entre le vainqueur du Trophée George T. Richardson, remis à l'équipe championne de l'est du Canada et le vainqueur de la Coupe Abbott remis au champion de l'ouest du pays.

## Équipes participantes
- Les Nationals de Toronto Ouest de l'Association de hockey de l'Ontario, en tant que vainqueurs du Trophée George T. Richardson.
- Les Pats de Regina de la Ligue de hockey junior de la Saskatchewan Sud en tant que vainqueurs de la Coupe Abbott.

### Résultats
Les Pats de Regina remportent la Coupe en deux rencontres.
|  | Pats de Regina | 3-1 | Nationals de Toronto Ouest | Shea's Amphitheatre (Winnipeg) |

|  | Pats de Regina | 3-2 | Nationals de Toronto Ouest | Shea's Amphitheatre (Winnipeg) |

## Effectifs
Voici la liste des joueurs des Pats de Regina, équipe championne du tournoi 1930 :
- Dirigeant et Entraîneur : AI Ritchie
- Joueurs : Yates Acaster, Frank Boll, Art Dowie, Joe Dutkowski, Ken Campbell, Dave Gilhooley, Lon McPherson, Ken Moore, Gordon Pettinger, Len Rae, Ralph Redding et Eddie Wiseman.